# Écully
Écully é uma comuna francesa na Metrópole de Lyon na região de Auvérnia-Ródano-Alpes de França.

## Ensino superior
- École centrale de Lyon
- EMLYON Business School

## Geminações
- Lourinhã,  Portugal

1. ↑  «Populations légales 2018. Recensement de la population Régions, départements, arrondissements, cantons et communes». www.insee.fr (em francês). INSEE. 28 de dezembro de 2020. Consultado em 13 de abril de 2021